# پست پاکستان
پست پاکستان (اردو: پاکستان ڈاک) شرکت دولتی پست پاکستان است، که در سال ۱۹۴۷ تأسیس شد.